# Yannis Mbombo
 (septembre 2019).
Yannis Mbombo, né le 8 avril 1994 à Bruxelles, est un footballeur professionnel belge qui évolue au poste d'attaquant au Royal Excelsior Virton.

## Carrière
Après trois saisons passées à l'Académie Robert Louis-Dreyfus, Yannis Mbombo commence sa carrière professionnelle comme titulaire le 12 décembre 2013 lors de la défaite (1 - 3) en Ligue Europa à domicile contre Elfsborg. Il se fait malgré tout remarquer, en inscrivant un magnifique but dans la lucarne suédoise pour sa toute première apparition sous le maillot rouche. 
Au début de la saison 2014-2015, le 30 juillet 2014, il fait ses grands débuts  en Ligue des champions sous la direction de l'entraîneur Guy Luzon, lors du nul (0 - 0) au match aller du troisième tour de qualification contre le Panathinaïkos, en remplacement de Geoffrey Mujangi Bia.
Le 2 août 2014, il inscrit son premier goal en Jupiler Pro League face au KV Courtrai, fêtant ainsi dignement sa première titularisation de la saison.
Le 5 août 2014, alors que le Standard est mené 1-0 au Panathinaïkos, Yannis Mbombo égalise sur une passe décisive d'Igor de Camargo. Le match est finalement gagné 1-2 à la suite du deuxième but inscrit par Paul-José Mpoku.
Le 1er septembre 2014, Yannis Mbombo est prêté jusqu'à la fin de la saison à l'AJ Auxerre pour y acquérir du temps de jeu et de l'expérience. Pour son premier match sous les couleurs icaunaises, il offre les trois points à son équipe en inscrivant un doublé face à l'ESTAC (victoire 2-1). Après ce doublé, Yannis Mbombo enchainera quatre matches sans marquer et sera envoyé en équipe réserve par son entraîneur Jean-Luc Vannuchi. Il refait son apparition dans l'équipe le 28 octobre 2014 en seizièmes de finale de Coupe de la Ligue et ouvre le score face au SC Bastia, club de Ligue 1 (défaite 3-1).
Le 29 janvier 2016, il est officiellement prêté au FC Sochaux jusqu'à la fin de saison avec une option d'achat.

## Statistiques
| Saison                | Club                    | Championnat           | Championnat | Championnat | Coupe nationale | Coupe nationale | Coupe de la Ligue | Coupe de la Ligue | Compétition(s) continentale(s) | Compétition(s) continentale(s) | Compétition(s) continentale(s) | Total | Total |
| Saison                | Club                    | Division              | M.          | B.          | M.              | B.              | M.                | B.                | Comp.                          | M.                             | B.                             | M.    | B.    |
| 2013-2014             | Standard de Liège       | Jupiler Pro League    | 2           | 0           | -               | -               | -                 | -                 | C3                             | 1                              | 1                              | 3     | 1     |
| 2014-2015             | Standard de Liège       | Jupiler Pro League    | 4           | 1           | -               | -               | -                 | -                 | C1                             | 4                              | 1                              | 8     | 2     |
| Sous-total            | Sous-total              | Sous-total            | 6           | 1           | -               | -               | -                 | -                 | -                              | 5                              | 2                              | 11    | 3     |
| 2014-2015             | AJ Auxerre (prêt)       | Ligue 2               | 8           | 3           | -               | -               | 1                 | 1                 | -                              | -                              | -                              | 9     | 4     |
| 2015-2016             | Saint-Trond VV (prêt)   | Jupiler Pro League    | 9           | 2           | 1               | 0               | -                 | -                 | -                              | -                              | -                              | 10    | 2     |
| 2015-2016             | FC Sochaux (prêt)       | Ligue 2               | 11          | 1           | 3               | 0               | -                 | -                 | -                              | -                              | -                              | 14    | 1     |
| 2017                  | Örebro SK               | Allsvenskan           | 4           | 0           | 2               | 0               | -                 | -                 | -                              | -                              | -                              | 6     | 0     |
| 2017-2018             | RE Mouscron             | Jupiler Pro League    | 16          | 2           | 2               | 0               | -                 | -                 | -                              | -                              | -                              | 18    | 2     |
| 2018-2019             | RE Mouscron             | Jupiler Pro League    | 14          | 1           | 2               | 1               | -                 | -                 | -                              | -                              | -                              | 16    | 2     |
| Sous-total            | Sous-total              | Sous-total            | 30          | 3           | 4               | 1               | -                 | -                 | -                              | -                              | -                              | 34    | 4     |
| 2018-2019             | OH Louvain              | Challenger Pro League | 10          | 2           | -               | -               | -                 | -                 | -                              | -                              | -                              | 10    | 2     |
| 2019-2020             | OH Louvain              | Challenger Pro League | 15          | 2           | 1               | 0               | -                 | -                 | -                              | -                              | -                              | 16    | 2     |
| Sous-total            | Sous-total              | Sous-total            | 25          | 4           | 1               | 0               | -                 | -                 | -                              | -                              | -                              | 26    | 4     |
| 2020-2021             | FC Stade Lausanne Ouchy | Challenge League      | 1           | 0           | 1               | 0               | -                 | -                 | -                              | -                              | -                              | 2     | 0     |
| 2020-2021             | UD Vilafranquense       | Liga 2                | 6           | 0           | -               | -               | -                 | -                 | -                              | -                              | -                              | 6     | 0     |
| 2021-2022             | Lyon-La Duchère         | National 2            | 10          | 3           | 1               | 0               | -                 | -                 | -                              | -                              | -                              | 11    | 3     |
| 2021-2022             | RE Vitron               | Challenger Pro League | 4           | 0           | -               | -               | -                 | -                 | -                              | -                              | -                              | 4     | 0     |
| 2022-2023             | FC Brasov               | Liga 2                | 4           | 0           | -               | -               | -                 | -                 | -                              | -                              | -                              | 4     | 0     |
| 2022-2023             | RANS Nusantara          | Super League          | 8           | 2           | -               | -               | -                 | -                 | -                              | -                              | -                              | 8     | 2     |
| 2023-2024             | RE Vitron               | 1ste Nationale        | 15          | 1           | -               | -               | -                 | -                 | -                              | -                              | -                              | 15    | 1     |
| 2024-2025             | RE Vitron               | 1ste Nationale        | 14          | 1           | -               | -               | -                 | -                 | -                              | -                              | -                              | 14    | 1     |
| Sous-total            | Sous-total              | Sous-total            | 29          | 2           | -               | -               | -                 | -                 | -                              | -                              | -                              | 29    | 2     |
| Total sur la carrière | Total sur la carrière   | Total sur la carrière | 155         | 21          | 13              | 1               | 1                 | 1                 | -                              | 5                              | 2                              | 174   | 25    |

## Palmarès
Avec le Standard de Liège, il est vice-champion de Belgique en 2014.